# Kinetoplast

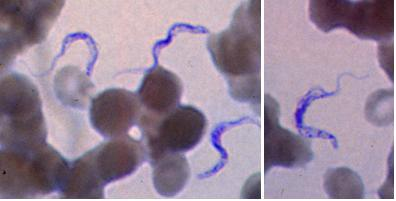
Trypanosoma brucei, stadium trypomastigot – odborník v zadní části rozpozná kinetoplast

Kinetoplast je úsek mitochondrie prvoků ze skupiny Kinetoplastea, jako jsou trypanozomy (jedná se o jejich evoluční novinku, apomorfii). V kinetoplastu se nachází velké množství DNA v podobě malých (minikroužků) a velkých (maxikroužků) kruhových molekul. Obvykle se nachází kinetoplast nedaleko bazálního tělíska bičíku. Maxikroužky nejsou nic jiného, než mitochondriální DNA, ale mnohem zajímavější jsou minikroužky. Ty obsahují geny pro tzv. guide RNA (gRNA), která umožňuje tzv. RNA editing. V typickém případě je v kinetoplastu 20–50 maxikroužků (o velikosti 20–39 tisíc bází) a 5000–10 000 minikroužků (o velikosti 0,8–2,5 tisíce bází). Velikost, tvar a umístění kinetoplastu jsou důležitými určovacími znaky bičivek, ale ke změnám může docházet i během životního cyklu jediného druhu.